# Plappergassen
Plappergassen je naselje v Občini Rangersdorf v Okraju Špital ob Dravi  na Koroškem v Avstriji.